# Lengdorsch
Der Lengdorsch oder Lingcod (Ophiodon elongatus) ist ein nordostpazifischer Barschartiger aus der Familie der Hexagrammidae und die einzige Art seiner Gattung. Mit dem Leng oder anderen Dorschen (Gadidae) ist er nicht verwandt, hat aber gewisse ökophysiologische Ähnlichkeiten zu ihnen.

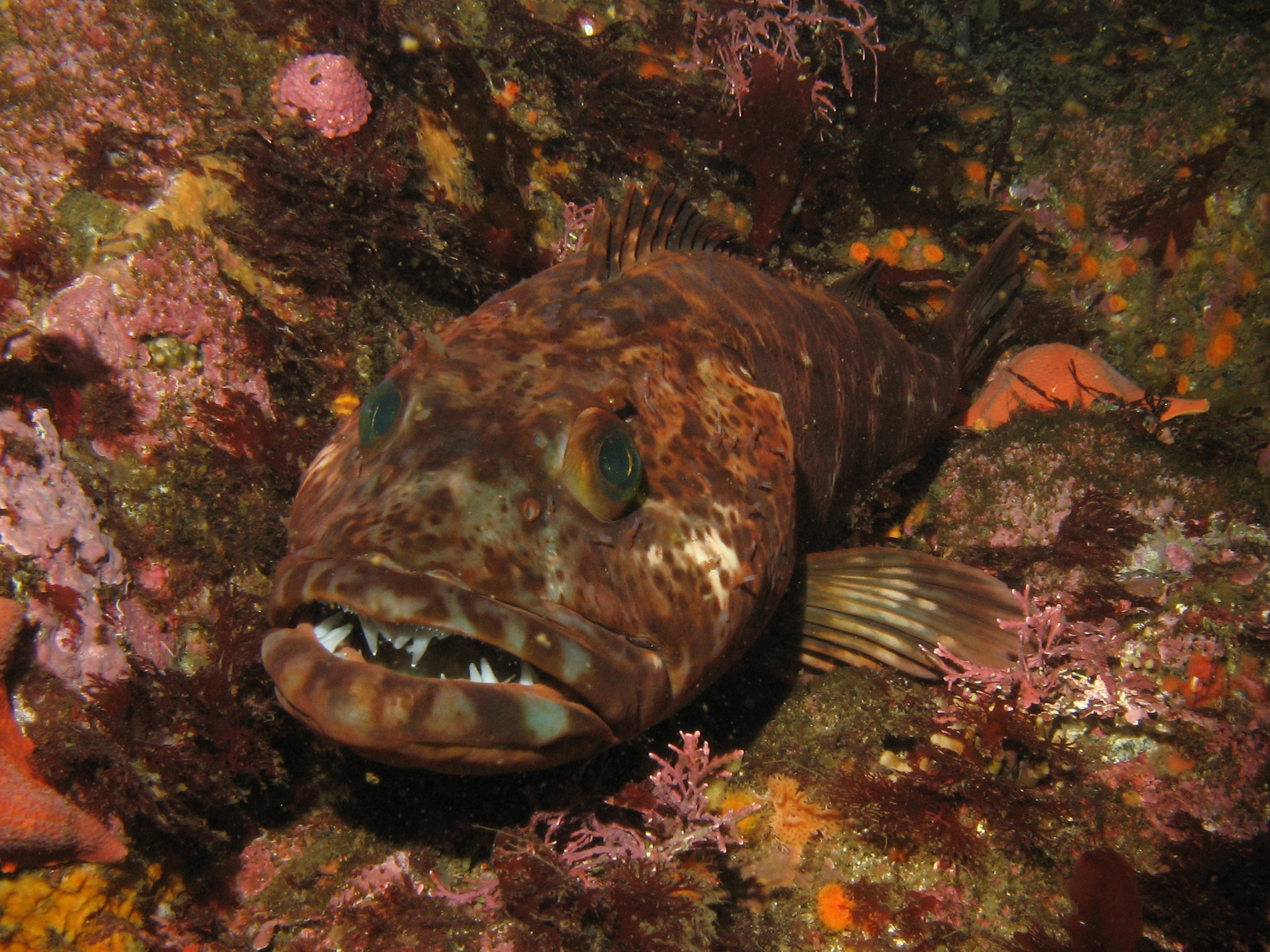
Gebiss!

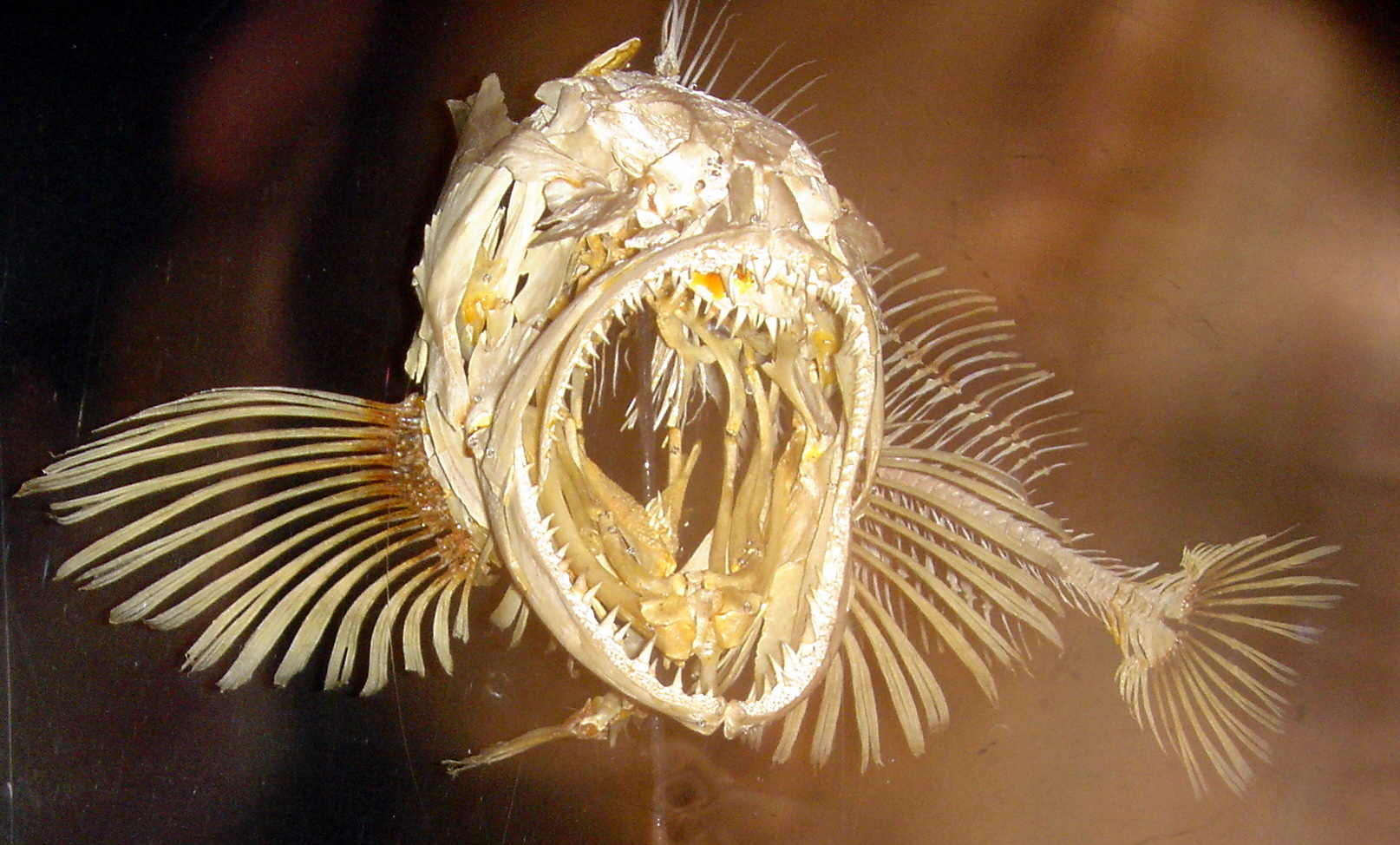
Präpariertes Skelett im Monterey Bay Aquarium. Die Branchiospinen sind bei der Präparation verloren gegangen. Schwanzflosse [rechts] mit kleinen Vorstrahlen, die der Versteifung dienen.

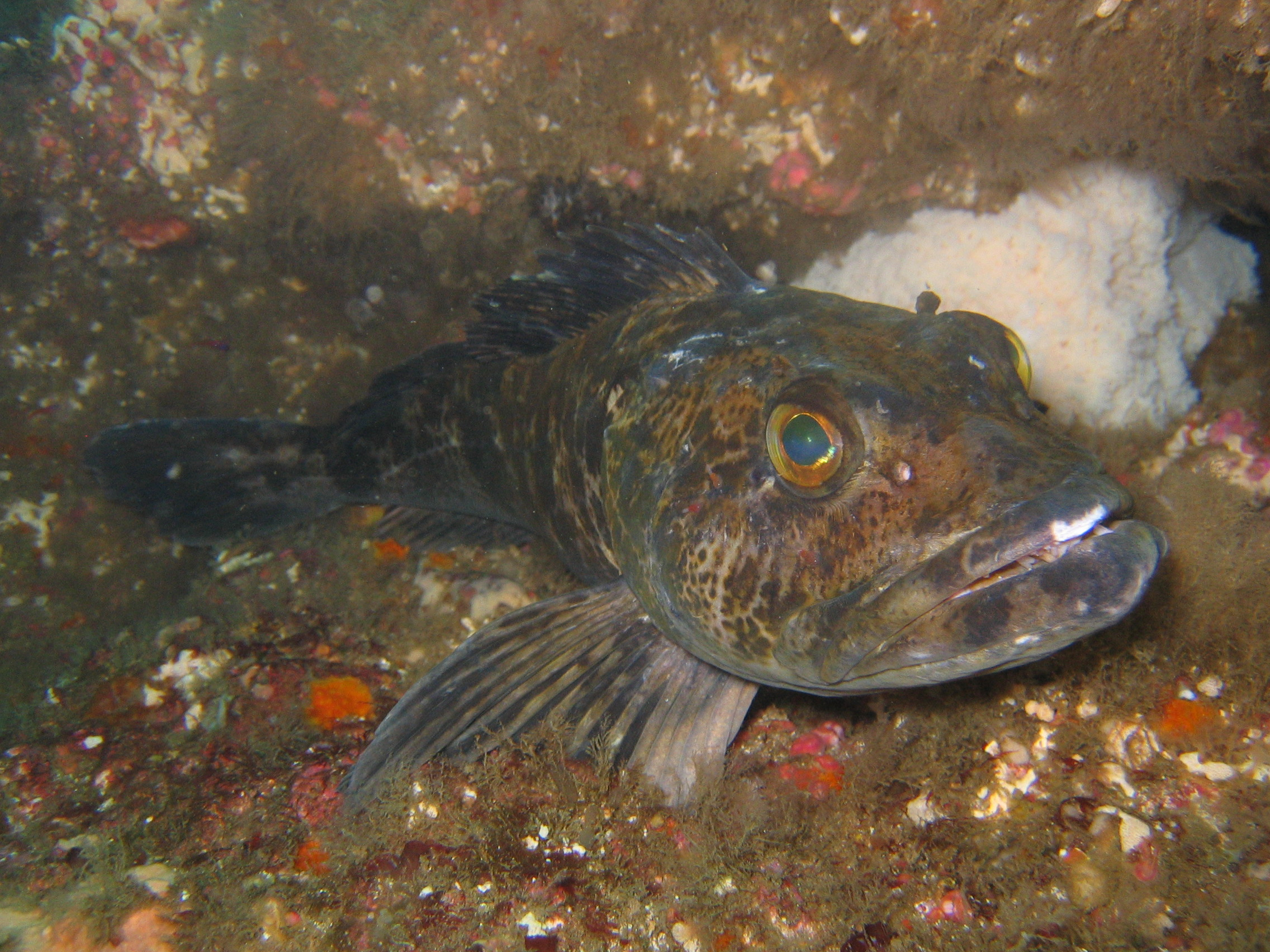
Laichbewachendes Männchen. Man sieht die kugeligen Cirri (über den Augen). Beiderseits nur ein funktionierendes Nasenloch.

## Beschreibung
Der Lengdorsch wird über 1,5 m lang, fast 60 kg schwer und über 20 Jahre alt. Der Kopf ist nackt, sonst ist der Körper mit kleinen Ctenoidschuppen bedeckt. Die überaus unterschiedliche Färbung kann man am ehesten als hellgrau, grün bis dunkelbraun marmoriert, bezeichnen (oft mit vielen dunklen Punkten). Die Flossen haben mitunter helle, bunte Flecken. Die großen, runden Brustflossen sind oft hell gerandet. Über jedem Auge steht ein kleiner Hautfortsatz (Cirrus). Das Maul ist groß, das Gebiss besteht aus einer Menge großer Hunds- und dazwischen kleinerer, ebenfalls spitzer Zähne (daher der Name Ophiodon, „Schlangenzähner“). Scharfe Zähne stehen auch auf Vomer und Palatina (am "Gaumen") sowie auf den Pharyngealia und den Kiemenbogen (als Branchiospinen).
Flossenformel: D XIV–XVII/21–24, A III/21–24, P 19, V I/5, C ~26 (einschließlich der Vorstrahlen, s. Abb. Skelett). 
Die Rückenflosse erscheint durch Einschnürungen unterteilt und erinnert so ein wenig an die zwei oder drei Dorsales der Dorschfische. Die A-Stacheln sind bei großen Exemplaren völlig in die Haut versunken. Die V stehen etwas hinter der P-Basis. Die Schwanzflosse ist hinten fast gerade „abgeschnitten“. Die Wirbelsäule besteht aus 55 – 59 Elementen. Obwohl er zur Familie der Hexagrammidae („Sechsliner“) gehört, hat er nur je eine Seitenlinie.

## Lebensweise

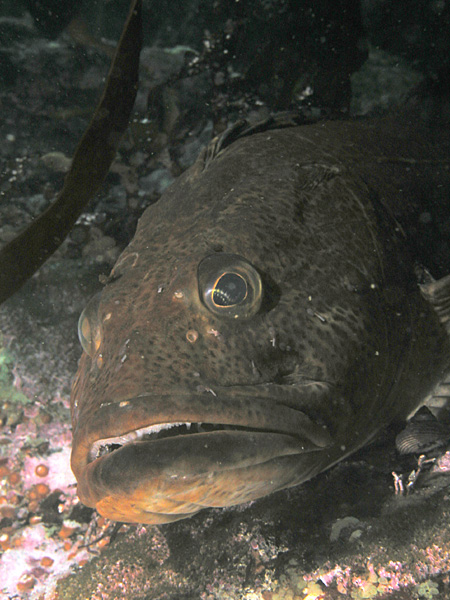
Beachte die Pupillenform: der Ausschnitt nach vorne ist charakteristisch für Räuber mit binokularem Fixieren nach vorne.

Dieser Fisch lebt küsten- und grundnah (er hat keine Schwimmblase) von der Brandungszone bis in fast 500 m Tiefe, besonders gern auf felsigem Grund mit Zoophyten- oder Algen- (Seetang-)Bewuchs, wo er auch gut getarnt erscheint. Es gibt sowohl stationär lebende als auch wanderlustige Individuen (oder Populationen? – er ist ja nicht völlig ungesellig). Die Jungen leben im Seichteren, in sandigen Buchten, Seegraswiesen u. Ä., hauptsächlich von planktischen und benthischen Copepoden und anderen Kleinkrebsen; „Erwachsene“ (besser: Geschlechtsreife) fressen neben benthischen Krebsen (Krabben u. dgl.) auch acht- und zehnfüßige Tintenfische sowie Fische wie Heringe, Dorsche, Plattfische und andere, die sie großteils als lauernde Stoßräuber erbeuten. 
Die Geschlechtsreife tritt etwa im 4. Lebensjahr (bei Weibchen von ca. 70 und Männchen von ca. 40 cm Länge) ein, danach wachsen die Weibchen viel stärker und werden auch älter als Männchen (die man an einer kleinen Genitalpapille erkennen kann). Von November bis März können besonders von den Weibchen kleinere Laichwanderungen in Richtung Küste unternommen werden, während die dunkel gefärbten Männchen dort bereits Territorien "abstecken"; der Laich wird dann benthisch (in durchströmten Spalten, Höhlungen) abgesetzt (mitunter von mehreren Weibchen) und vom Vater bewacht, bis die Larven (nach vier bis acht Wochen, im April, Mai) sich in seichte Gewässer verdrücken. 
Ein großes Weibchen kann Hunderttausende (kleiner zusammenklebender) Eier abgeben (bis zu 7 kg Laich, in mehreren Schichten) – im Meer sind trotz Brutpflege so hohe Zahlen notwendig (das Männchen kann aggressiv auftretende Fressfeinde vom Laich fernhalten – es beißt manchmal sogar photographierende Taucher weg –, nicht aber heimliche, wie Schnecken, Seesterne, Seeigel, die es nicht "merkt").

## Verbreitung und Gefährdung
Der Lengdorsch kommt von Alaska (auch Beringmeer?) bis Niederkalifornien vor – er braucht also kühlere (5–16 °C) Gewässer. Er gleicht den nordatlantischen Dorschen auch durch seinen Vitamin-A(+D)-reichen Lebertran – die Leber dient als Auftriebshilfe – und ist überhaupt ein beliebter Angler-, aber auch kommerziell ausgebeuteter (Grundnetz-)Fisch, der in verschiedener Weise vermarktet und auch zubereitet wird (das Fleisch ist roh grünlich, wird beim Kochen oder Braten aber weiß). Darüber hinaus ist er eine wichtige Nahrung der Robben.- Ein Vernakularname des Fisches, "kultus" (bei Indianern der NW-Küste der USA), bedeutete "geringer Wert" – er war damals gegenüber den Butten einfach weniger geschätzt. Heute ist er bereits überfischt (z. B. an der Küste Washingtons), so dass Schutzgebiete für die Jungfische festgelegt wurden. Künstliche Erbrütung ist erforscht, aber noch nicht rentabel. Aufgrund von sorglosen Abwassereinleitungen von Bergbau-Betrieben kann der Verzehr von Lingcod regional (durch Quecksilber-Gehalt; z. B. in Alaska) gesundheitlich bedenklich sein.